# Abhorchdienst
Der Abhorchdienst war ein deutscher militärischer Nachrichtendienst mit dem Auftrag der Entzifferung. Er wurde 1916 in Neumünster (Schleswig-Holstein) gegründet. Der Abhorchdienst war Teil der Obersten Heeresleitung. Sein Personal bestand überwiegend aus Wissenschaftlern, insbesondere Mathematikern. Seine Erfolge reichten nicht an jene seiner internationalen Pendants heran, der österreichisch-ungarischen Kriegschiffregruppe und Kundschaftsstelle und des französischen Bureau du Chiffre.